# Escadron de chasse 2/1 Morvan
L'escadron de chasse 2/1 Morvan est une ancienne unité de combat de l'armée de l'air française ayant connu une existence relativement brève, de 1952 à 1966 au sein de la 1re escadre de chasse.

## Historique

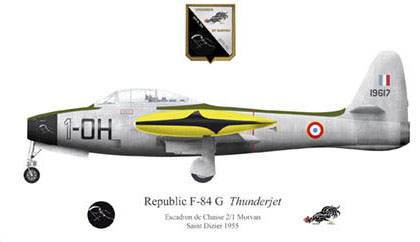
F-84G du 2/1 Morvan

## Escadrilles
- SPA 94 La Mort qui fauche (devenue troisième escadrille du 2/2 Côte d'Or de 1972 à 2007)
- SPA 62 Coq de combat (depuis 1995, l'une des trois escadrilles de l'Escadron de chasse 1/3 Navarre)

## Bases
- BA112 Reims (1952)
- BA139 Lahr (1953)
- BA113 Saint-Dizier (1953-1966)

## Appareils
- Republic F-84G Thunderjet (du 1er avril 1952 à début 1956)
- F-84F Thunderstreak (du début 1956 au 28 février 1966)